# 寿全斋
寿全斋是一家宁波老字号药店，创建于清朝乾隆二十五年（公元1760年），是浙江省最古老的药店。寿全斋创始人为慈溪王立鳌和孙将赣。寿全斋被中华人民共和国内贸部评为首批“中华老字号”。2009年，寿全斋中医药文化入选浙江省非物质文化遗产名录。2000年，因为拆迁，寿全斋让出了位于中农信大厦的老址，搬到宁波最繁华中心地段开明街。2004年，寿全斋搬到了中山西路121号。2010年，由于轨道交通建设的需要，寿全斋搬到宁波天一广场药行街。